# Battaglia di Jumunjin
La battaglia di Jumunjin venne combattuta il 2 luglio 1950 nelle acque antistanti la cittadina di Jumunjin in Corea del Sud, nell'ambito della guerra di Corea.
Una squadra navale della United States Navy e della Royal Navy composta da due incrociatori e una fregata intercettò un convoglio di unità della Marina militare del popolo coreano, diretto a trasportare rifornimenti alle truppe più a sud: le unità alleate attaccarono con decisione il convoglio e gli inflissero gravi perdite.
La battaglia fu il maggior scontro navale della guerra di Corea, nonché il primo combattimento tra navi di superficie sostenuto dalla US Navy dalla fine della seconda guerra mondiale.

## Antefatti
Dopo settimane di schermaglie di frontiera, il 25 giugno 1950 le forze armate della Corea del Nord diedero il via a una massiccia invasione su vasta scala della Corea del Sud, travolgendone rapidamente la resistenza. Lo stesso giorno, grazie al boicottaggio dell'Unione Sovietica che decise di non partecipare alla seduta, il Consiglio di sicurezza delle Nazioni Unite votò una risoluzione di condanna dell'invasione chiedendo l'immediato ritiro delle forze nordcoreane; il 28 giugno seguente una seconda risoluzione raccomandò gli Stati membri delle Nazioni Unite di fornire assistenza alla Corea del Sud.
Mentre le prime forze terrestri degli Stati Uniti d'America arrivarono sul teatro di guerra non prima del 1º luglio, la United States Navy intervenne già il 26 giugno quando organizzò l'evacuazione via mare dal porto di Incheon di 700 persone; il 29 giugno l'incrociatore leggero USS Juneau portò a termine la prima azione di guerra quando bombardò con i suoi grossi calibri le postazioni nordcoreane a Bokuko Ko sulla costa est della penisola di Corea.

## La battaglia

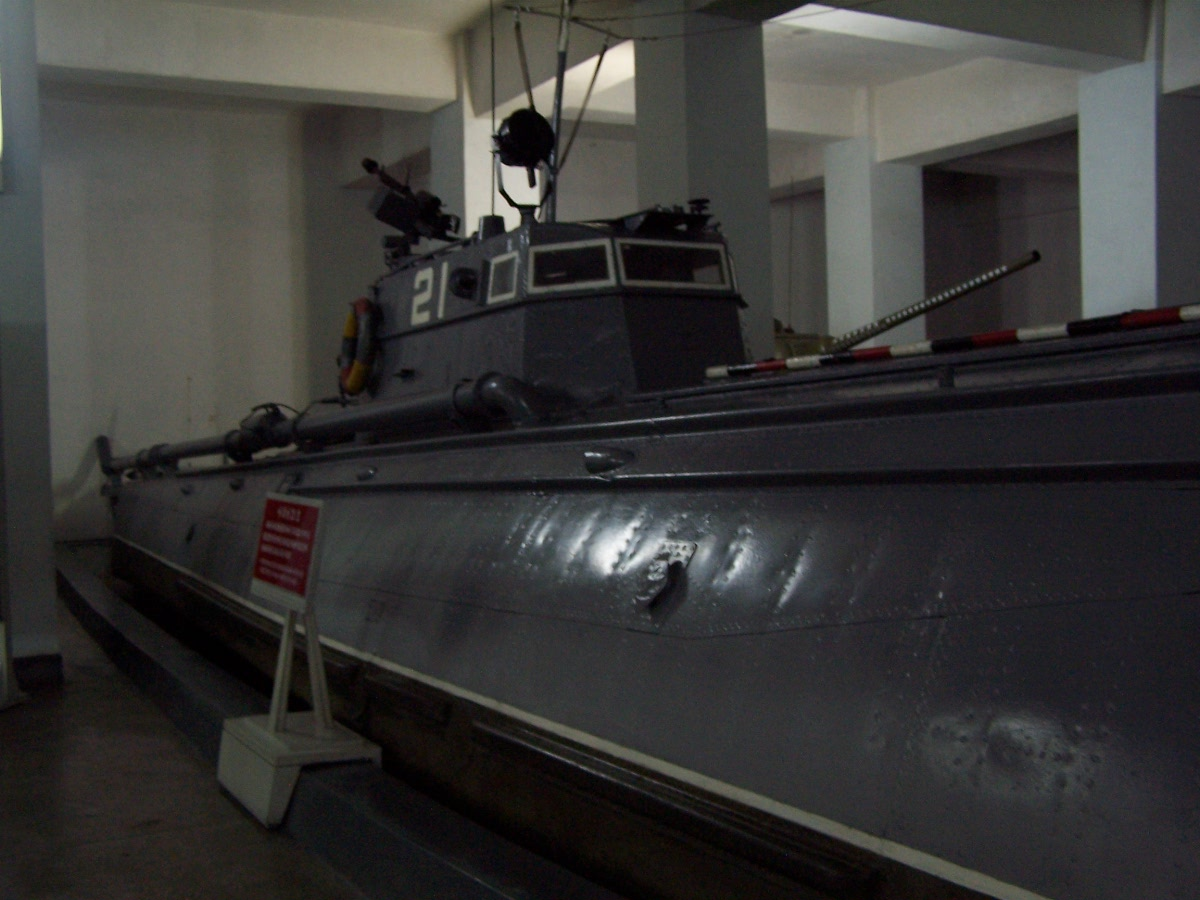
La torpediniera 21 in mostra al museo della guerra coreana a Pyongyang. Secondo la versione nordcoreana, l'unità avrebbe affondato l'incrociatore Baltimore nello scontro del 2 luglio 1950, cosa in realtà impossibile.

Il 2 luglio 1950 il Juneau, al comando del capitano Jesse D. Sowell, si trovava in pattugliamento lungo la costa orientale della Corea in compagnia di due unità della Royal Navy britannica: l'incrociatore leggero HMS Jamaica e la fregata HMS Black Swan. Giunta al largo di Jumunjin, la piccola squadra avvistò un convoglio nordcoreano composto da 10 piccole navi da trasporto cariche di munizioni, scortato da quattro torpediniere classe G-5 di fabbricazione sovietica (designate come 21, 23, 24 e 25) e due piccole cannoniere/cacciasommergibili classe MO. Nonostante la schiacciante inferiorità, subito dopo aver avvistato le navi anglo-statunitensi le torpediniere nordcoreane si diressero loro incontro per ingaggiare il combattimento, mentre le navi da trasporto e le cannoniere tentavano di fuggire in direzione della costa.
Le torpediniere tentarono di serrare le distanze per lanciare una salva di siluri, ma finirono ben presto sotto il tiro dei grossi calibri degli incrociatori che le fecero a pezzi: le torpediniere 23 e 24 furono colate a picco, mentre la 21, seppur gravemente danneggiata, riuscì a fuggire insieme alla 25. Le unità anglo-statunitensi diressero quindi alla caccia delle navi da trasporto, riuscendo ad affondarne sette.
Le perdite umane riportate dai nordcoreani sono difficili da stimare; dieci naufraghi furono recuperati dal Jamaica. Le unità anglo-statunitensi non aveva riportato alcun danno nel breve scontro, che fu l'unica azione puramente navale che coinvolse un'unità di superficie statunitense nel corso del conflitto coreano. Dopo questo combattimento, le unità della Marina nordcoreana evitarono prudentemente ogni ulteriore sortita contro le superiori forze navali alleate e si rifugiarono in porti della Cina o dell'Unione Sovietica.
La propaganda della Corea del Nord sostenne di aver ottenuto un successo nello scontro, nel corso del quale le sue torpediniere avrebbero affondato con un siluro l'incrociatore USS Baltimore; in realtà, l'incrociatore tra il 1946 e il 1951 si trovava alla fonda nel porto di Bremerton in stato di riserva, e non visitò le acque coreane fino a dopo la conclusione del conflitto.